# ورانینو
ورانینو (به بلغاری: Vranino) روستایی در بلغارستان است که در شهرستان کاوارنا واقع شده‌است.